# Lis Hartel
Lis Hartel (* 14. März 1921 in Kopenhagen; † 12. Februar 2009 ebenda) war eine dänische Dressurreiterin.

## Leben
Sie erkrankte 1943 an Polio und konnte nach dem Überstehen der Krankheit die Muskeln in den Unterschenkeln nicht mehr bewegen. Trotzdem wurde sie eine erfolgreiche Dressurreiterin. Sie benötigte vor und nach jedem Ritt fremde Hilfe, da sie aus eigener Kraft das Pferd nicht besteigen konnte. Umso erstaunlicher sind ihre großen Erfolge im Dressurreiten. 
Sie gewann bei den Olympischen Spielen 1952 in Helsinki und 1956 in Stockholm auf Jubilee jeweils die Silbermedaille in der Dressur, beide Male hinter dem Schweden Henri Saint Cyr. Der schwedische Offizier war es auch, der sie bei der Siegerehrung bei den Olympischen Spielen 1952 auf das Siegerpodest hob. Im Jahr 1954 wurde sie in Aachen Weltmeisterin in der Dressur.
1992 wurde Lis Hartel in die Hall of Fame des dänischen Sports aufgenommen.
Lis Hartel starb 2009 im Alter von 87 Jahren. Sie wurde auf dem Grønholt Kirkegård, Fredensborg Kommune, neben ihrem 1997 verstorbenen Ehemann Poul Finn Hartel bestattet.